# Abbaye de la Grâce-Notre-Dame
L'abbaye de la Grâce-Notre-Dame est un monastère de moniales cisterciennes situé sur la commune de Montmirail dans le département de la Marne (France), au lieu-dit la Grâce, près de l'ancienne paroisse de Courbetaux. 

## Fondation
L'abbaye est fondée vers 1223 au bord du Petit Morin près de Montmirail dans le comté de Champagne par Barthélemy et Colard de Bergères. Elle compte parmi ses bienfaiteurs Jean, comte de Chartres, Mathieu, de la maison de Montmirail, Gui de Nully, Enguerrand IV de Coucy ou encore Agnès de Noyers.
En 1224 puis 1226, l'évêque de Troyes Robert confirme l'ensemble des donations faites à l'abbaye. Son successeur Nicolas de Brie refait la même confirmation en 1239. Le pape Grégoire IX fait de même en 1228 ainsi que le comte de Champagne Thibaut IV en 1251.
En 1263, Jean Ier de Châteauvillain cède à l'abbaye les terres qu'il possède à Courbetaux. Le reste des possessions de cette abbaye reste méconnu.

## Ruine et renouveau
À l'issue de la guerre de Cent Ans, l'abbaye est ruinée et dépourvue de ressources. En 1464, elle est alors remplacée par un prieuré de moines, placé directement sous la dépendance de l'abbaye de Clairvaux.

## Architecture et description
Seuls subsistent quelques bâtiments de l'ancienne abbaye, dont probablement une partie de l’église abbatiale qui pourrait être le bras sud du transept.
Au nord, restent deux pans de murs qui font office de contreforts mais qui ont peut-être été construit postérieurement à l'abbaye.